# Parco nazionale delle isole della Georgian Bay
Il parco nazionale delle Georgian Bay Islands (in inglese Georgian Bay Islands National Park) è un parco nazionale situato in Ontario, in Canada. Prende il nome dalla omonima baia.